# Jalen Jones
Jalen Jones (ur. 27 maja 1993 w Dallas) – amerykański koszykarz, występujący na pozycji niskiego skrzydłowego, obecnie zawodnik Kirolbet Baskonia.
W 2015 wziął udział w turnieju Adidas Nations Counselors.
13 lipca 2018 został zwolniony przez Dallas Mavericks.
2 grudnia 2018 podpisał umowę z Cleveland Cavaliers na występy zarówno w NBA, jak i zespole G-League – Canton Charge.
22 stycznia 2019 dołączył do hiszpańskiego Kirolbetu Baskonia.

## Osiągnięcia
Stan na 15 lutego 2018, na podstawie, o ile nie zaznaczono inaczej.
NCAA
- Uczestnik rozgrywek Sweet Sixteen turnieju NCAA (2016)
- Mistrz sezonu regularnego konferencji Southeastern (SEC – 2016)
- Zaliczony do:
  - I składu:
    - SEC (2016)
    - turnieju:
      - SEC (2016)
      - Battle4Atlantis (2016)

  - II składu SEC (2015)
- Uczestnik meczu gwiazd NCAA – Reese's College All-Star Game (2016)

G-League
- Zaliczony do:
  - I składu debiutantów D-League (2017)
  - III składu D-League (2017)
- Uczestnik meczu gwiazd D-League (2017)